# Petrus Jacobus Kipp

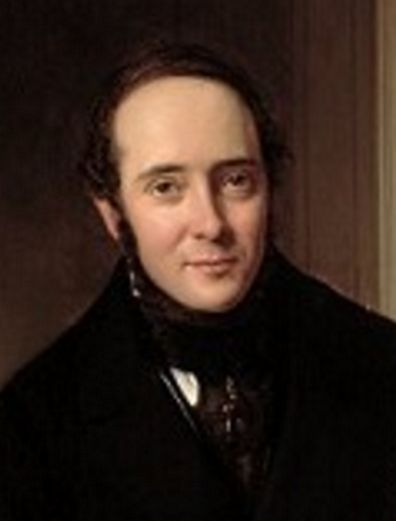
Petrus Jacobus Kipp

Petrus Jacobus Kipp (* 5. März 1808 in Utrecht; † 3. Februar 1864 in Delft) war ein niederländischer Apotheker, Chemiker und Instrumentenbauer.
Kipp absolvierte 1829 sein Apothekerexamen in Utrecht und führte ab 1830 eine Apotheke an der Oude Delft 162 in Delft. Da er allein als Apotheker nicht auskam, begann er wissenschaftliche Instrumente zu importieren und mit Chemikalien zu handeln. Sein Instrumentenhandel nahm nach Veröffentlichung eines Katalogs 1850 Aufschwung und bis Ende des 19. Jahrhunderts baute die von seinen Söhnen weitergeführte Firma auch eigene Instrumente. 1840 wurde er in den Kreis der medizinischen Berater der Stadt Delft berufen und mit chemischen Analysen unter anderem des Trinkwassers und des Lampenöls für die Straßenbeleuchtung beauftragt. Nachdem sein Freund Carel Frederik Donnadieu 1843 Professor für Chemie am neugegründeten Polytechnikum von Delft wurde, übersetzte er für die Universität auch Chemiebücher aus dem Deutschen.
Seine bekannteste Erfindung ist der Kippsche Apparat, eine Glasapparatur im Labormaßstab, in der Gase durch Umsetzung eines Feststoffes mit einer Flüssigkeit dosiert hergestellt werden können. Er entwickelte ihn, weil er mit dem damaligen Apparat zur Erzeugung von Wasserstoffgas für die Marshsche Probe unzufrieden war. Hersteller von Kipps Prototyp war der deutsche Glasbläser Heinrich Geißler. 1844 veröffentlichte Kipp über seinen Apparat, dessen ältestes erhaltenes Exemplar im Museum Boerhaave in Leiden zu sehen ist.

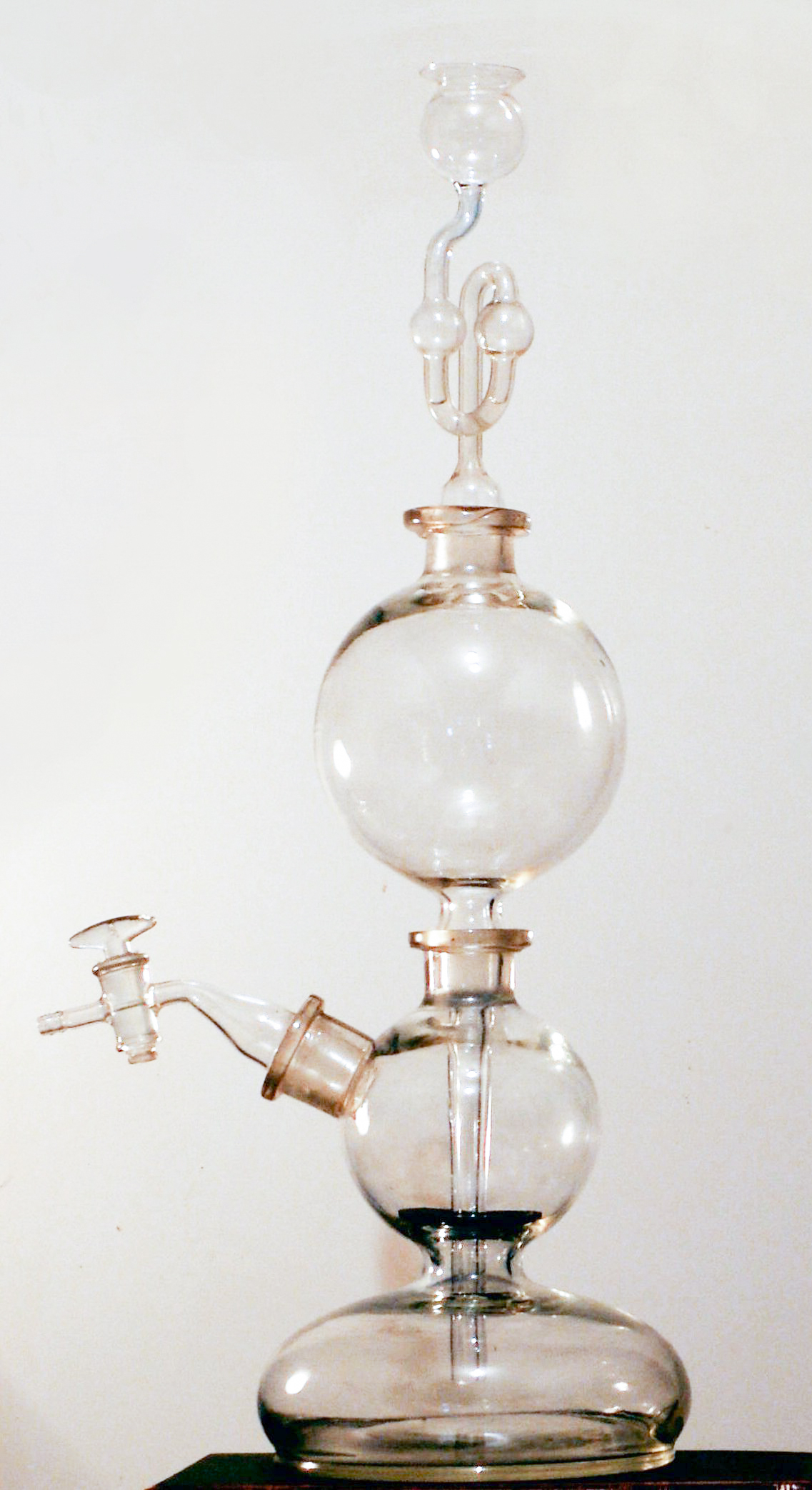
Kipps Apparat

1842 war er einer der Gründer der Nederlandsche Maatschappij ter Bevordering der Pharmacy.
Er war seit 1830 mit Hanna Petronella Regina Heijligers (1811–1874) verheiratet und hatte zehn Kinder. Seine Söhne führten seine Apotheke, die noch heute in Delft als W. A. Kipp existiert, und seine Firma weiter. Noch heute bestehen in Delft die Instrumentenbaufirma Kipp & Zonen und die Handelsfirma Salm und Kipp.